# 布雷斯 (密蘇里州)
布雷斯（英語：Brays）是位於美國密蘇里州米勒縣的非建制地區。

## 歷史
布雷斯的郵局於1894年設立，其後於1923年停運。

## 地理
布雷斯所處的海拔為高於海平面224米（即735英呎），而該地所採用的時區為UTC-6，即北美中部時區（CST）。同時該地設有夏令時間，為UTC-6調快一小時，即UTC-5（CDT）。